# Externe Festplatte

Prinzipschaltbilder externer Festplatten

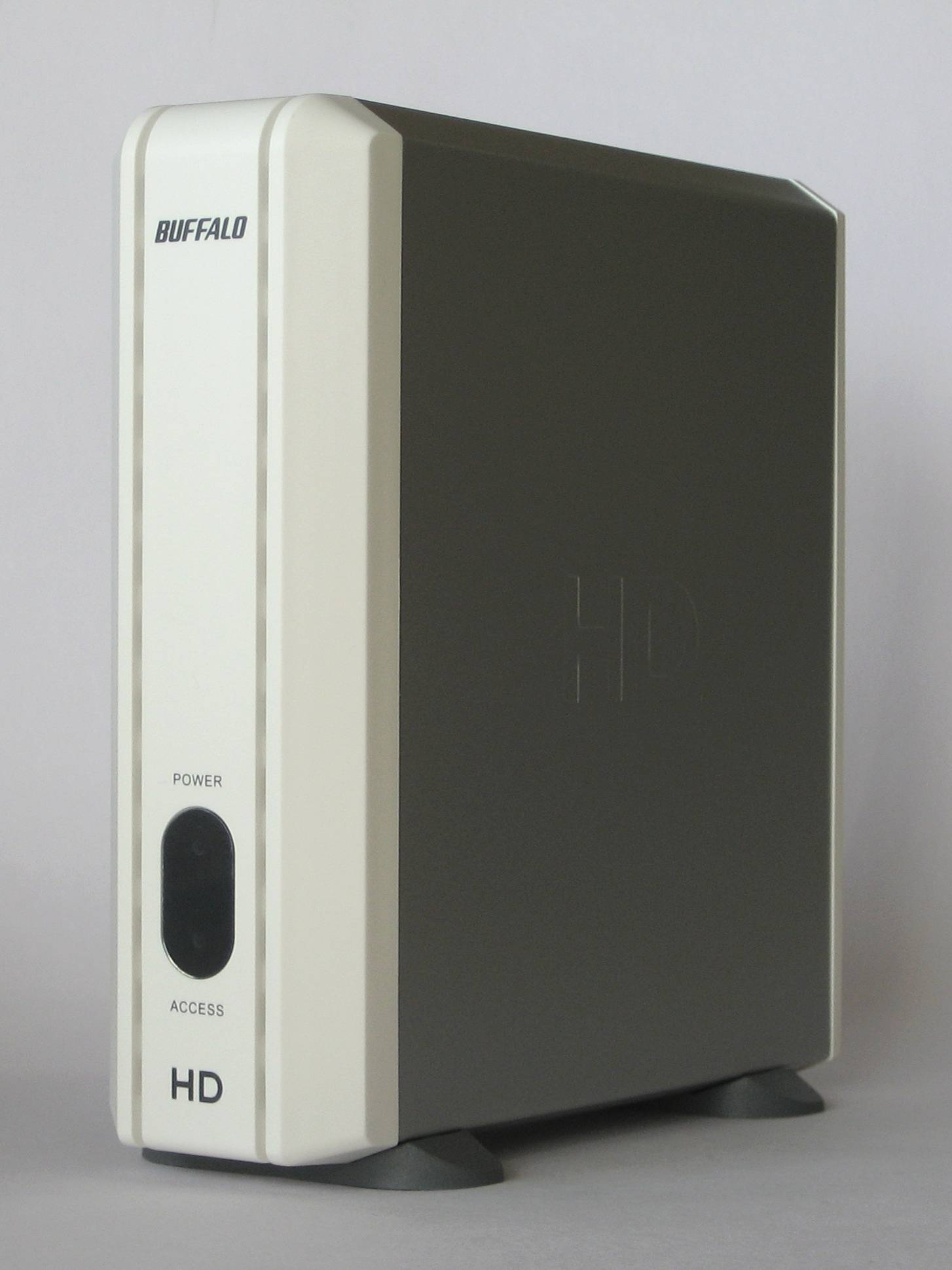
Externe Festplatte

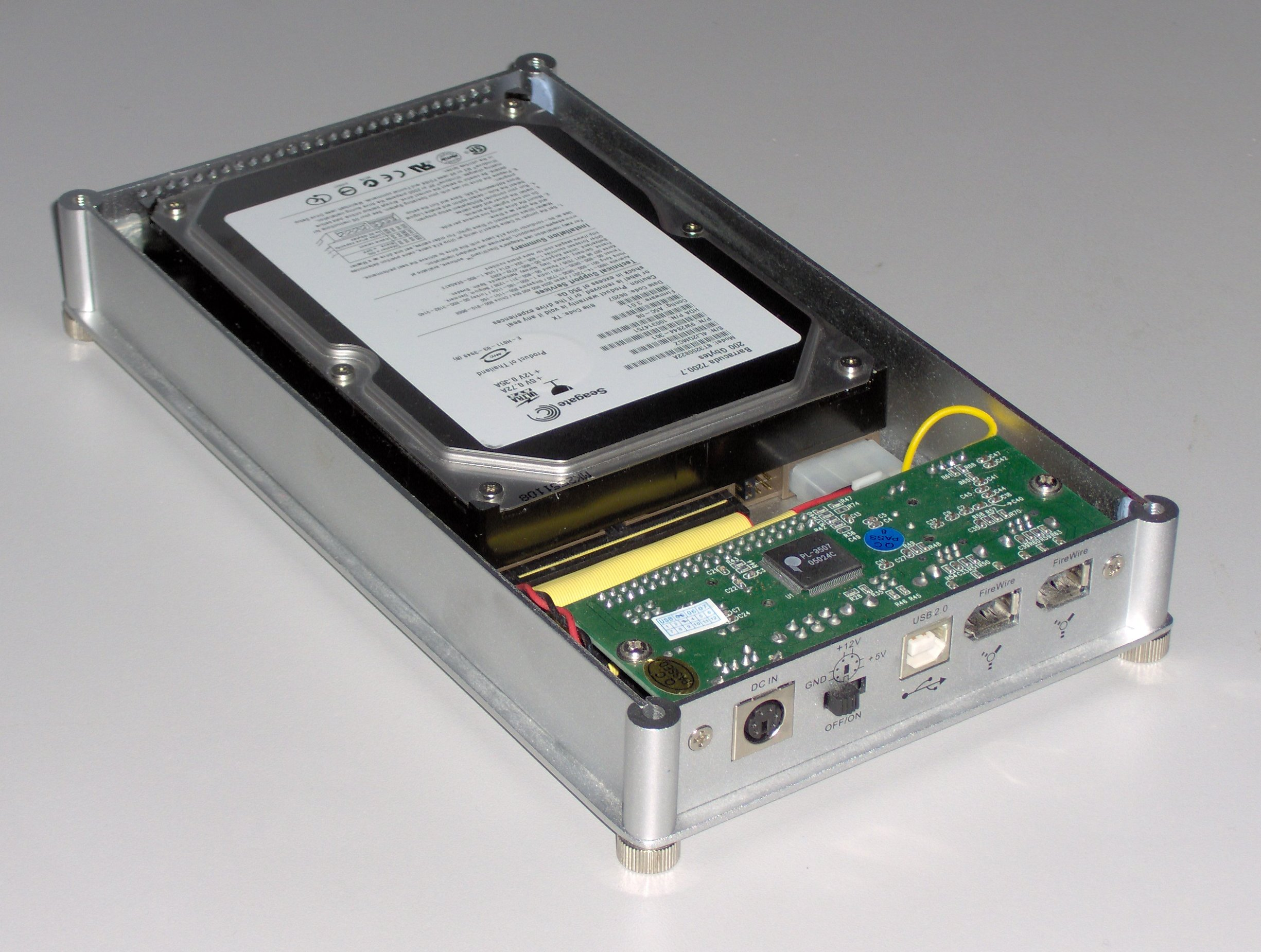
Innenansicht einer externen USB/Firewire-Festplatte. Dieses Modell verwendet intern die PATA/IDE-Schnittstelle zum Laufwerk.

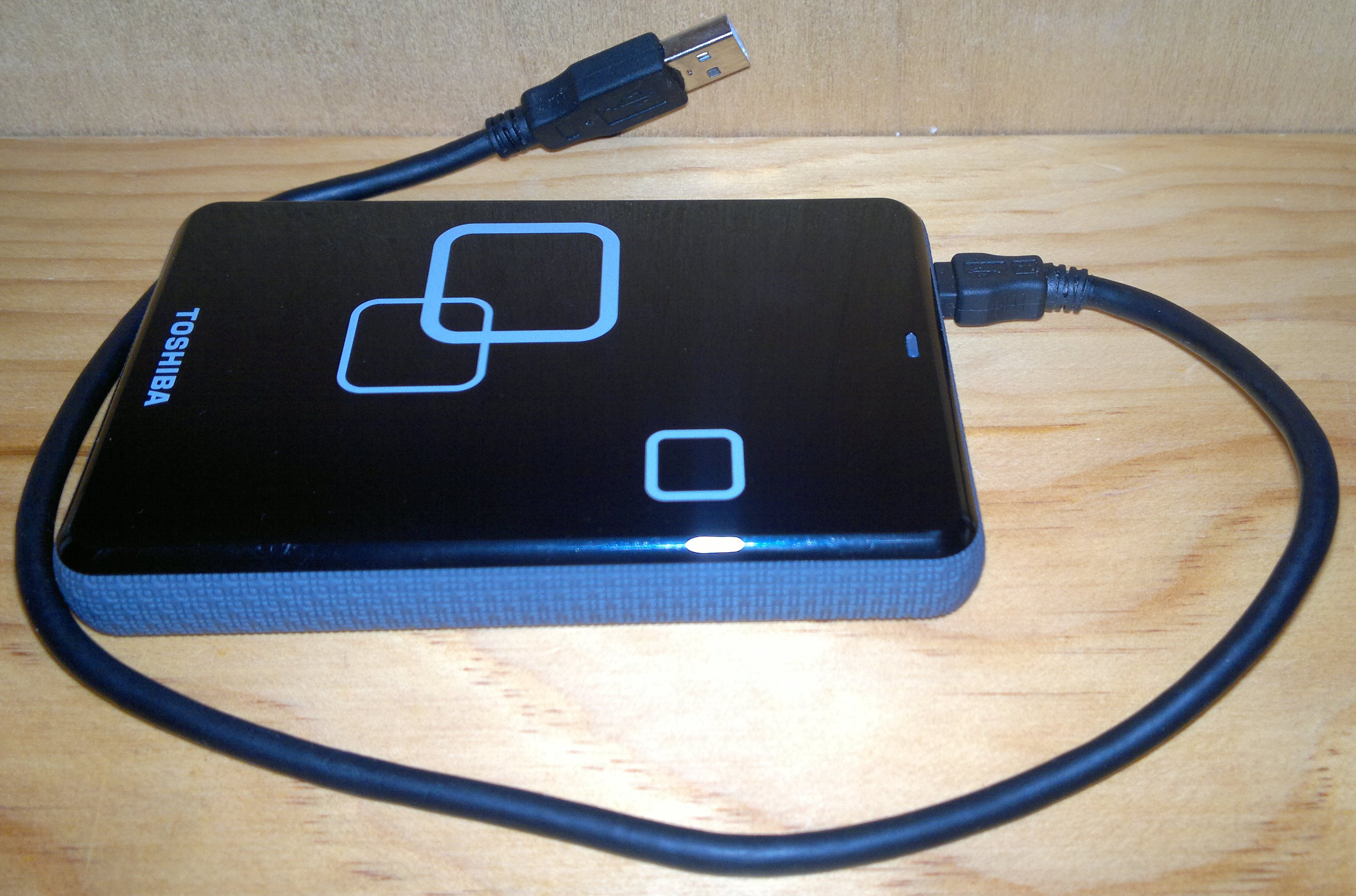
Externe 2,5"-Festplatte mit USB-Schnittstelle

Eine externe Festplatte ist ein Festplattenlaufwerk, das über eine Schnittstelle wie USB, FireWire, eSATA, Thunderbolt oder als Wechselplattenlaufwerk direkt an einen Computer angeschlossen werden kann. Es gibt auch externe Festplatten, die mit einem LAN-Kabel oder kabellos per WLAN an ein Netzwerk angeschlossen werden, siehe Network Direct Attached Storage (NAS). Auch gibt es externe „Festplatten“, die im eigentlichen Sinn gar keine Magnetplattenspeicherlaufwerke – also Festplattenlaufwerke – sind, etwa externe Flashspeicher wie SSDs.
Die Laufwerke externer Festplatten sind baugleich mit internen Festplatten. Sie sind über eine Konverterelektronik (Host-Bus-Adapter) zur Verbindung mit den gebräuchlichen externen Schnittstellen angeschlossen. Ein Gehäuse dient zum Schutz vor Beschädigungen durch elektrostatische Entladungen und sehr eingeschränkt zur Wärmeableitung.

## HDD und SSD
Im Folgenden werden nur Festplattenlaufwerke (englisch hard disk drive, Abkürzung HDD) beschrieben, bei denen die Daten auf sich drehenden, magnetischen Metallscheiben gespeichert werden. Davon zu unterscheiden sind Solid-State-Drives, Abkürzung SSD, die ein unbeweglicher Block sind. Beides wird im Deutschen mit dem Wort Festplatte übersetzt. In Datensicherheit, Schnittstellen und Stromverbrauch ist beides gleichwertig. Die SSD sind erschütterungsunempfindlicher, leiser und schneller. Lange Zeit kosteten sie bei gleicher Kapazität ein Vielfaches der HDD, so dass sie im Bereich der externen Festplatten kaum verwendet wurden. Mittlerweile (Stand April 2024) ist der Preis auf etwa das doppelte einer gleich großen HDD gefallen.

## Baugrößen der HDD
Festplattenlaufwerke im Formfaktor 3,5 Zoll messen rund 10 cm × 15 cm × 2,5 cm. Externe Festplatten mit solchen Laufwerken sind entsprechend etwas größer. Aufgrund des Stromverbrauchs wird ein zusätzliches Netzteil benötigt.
Die kleineren 2,5-Zoll-Festplatten haben Abmessungen von etwa 7 cm × 10 cm. Die Höhe ist abhängig von der Kapazität und variiert zwischen 5 und 15 mm. 2,5-Zoll-Festplatten benötigen kein eigenes Netzteil, sondern werden über geeignete Anschlüsse wie USB oder FireWire mit Strom versorgt. Daher eignen sie sich besonders gut zum Transport von Daten (siehe auch Turnschuhnetzwerk).
Weniger gebräuchlich ist das 1,8-Zoll-Format, das heute teils noch für externe SSDs eingesetzt wird, die mit elektronischen Speicherbausteinen statt mit rotierenden Magnetscheiben arbeiten. Das 1,0-Zoll-Format ist durch USB-Sticks verdrängt worden.
Es existieren auch externe Festplattengehäuse mit zwei oder vier Festplatten. Diese können für eine höhere Datentransferrate im RAID-0-Verbund oder für eine größere Datensicherheit im RAID-1-Verbund arbeiten.
Für besonders sichere Datenspeicherung existieren unfallgeschützte Datenspeicher.

## Anschlussarten
Externe Festplatten können über verschiedene Schnittstellen mit anderen Geräten verbunden werden. Am gebräuchlichsten ist der Anschluss über USB. Die beiden USB-Versionen 2.0 und 3.0 sind grundsätzlich kompatibel zueinander, allerdings liegt die nutzbare Datenrate für USB 2.0 in der Größenordnung von 40 MB/s, während mit USB 3.0 rund 300 MB/s erreichbar sind.
Bei beiden USB-Versionen kann die Stromversorgung einer 2,5-Zoll-Festplatte über die Schnittstelle erfolgen. Bei USB 2.0 ist die maximale Stromstärke auf 500 mA begrenzt, weswegen einige Hersteller externer Festplatten Y-Kabel mitliefern, mit dem der Strom eines zweiten USB-Ports genutzt werden kann. Mit USB 3.0 wurde die Stromstärke auf 900 mA erhöht, mit der praktisch jede 2,5-Zoll-Festplatte betrieben werden kann.
Auch beim Anschluss über FireWire oder Thunderbolt kann die Stromversorgung über den Bus erfolgen. Allerdings liegen die mit FireWire 400 und 800 erreichbaren Datenraten unter denen schneller Festplatten, so dass auch diese Schnittstelle einen Flaschenhals bei der Übertragung darstellt. Thunderbolt hingegen ist schnell genug, um auch auf externe SSDs in voller Geschwindigkeit zuzugreifen.
Der nicht mehr gebräuchliche eSATA-Anschluss stellte das bei Festplattenlaufwerken gängige Bussystem SATA auch für externe Geräte zur Verfügung. Somit arbeitet eine externe Festplatte über eSATA mit der gleichen Übertragungsrate wie eine interne Festplatte, die mit SATA angebunden ist. Über eSATA kann allerdings keine Stromversorgung erfolgen, so dass entsprechende externe Festplatten Strom aus einem Netzteil oder einem USB-Port benötigen.

## Netzteile
3,5-Zoll-IDE/PATA-Festplatten benötigen gewöhnlich 5 und 12 V Betriebsspannung. Anfangs stellten die zur Versorgung eingesetzten externen Netzteile deshalb diese beiden Spannungen zur Verfügung. Zur Verbindung mit der Festplatte setzte jedoch jeder Hersteller auf eigene Stecker. Meist kamen Mini-DIN-Verbindungen mit vier, fünf oder sechs Pins zum Einsatz. Auch die Pinbelegungen unterscheiden sich, so dass ein falsches Netzteil trotz mechanisch passendem Stecker im ungünstigen Fall die angeschlossene Festplatte durch Überspannung oder Verpolung zerstören kann. Seit den 2010er Jahren werden Netzteile mit nur einer Spannung und einem Hohlstecker eingesetzt (meist 12 V). Die benötigten 5 V werden im Gerät durch einen Spannungswandler erzeugt.

## Verschlüsselung
Die gespeicherten Daten oder der gesamte Datenspeicher einer Festplatte können mittels einer software- oder hardwarebasierten Festplattenverschlüsselung vollständig oder teilweise verschlüsselt werden. Dies trifft für interne und externe Festplatten zu, ist aber besonders für externe Festplatten von Bedeutung, um bei Verlust unberechtigte Datenzugriffe zu verhindern.